# 姜揚武
姜揚武（?—?），字克光，號清宋，順天府霸州文安縣民籍。

## 生平
万历三十七年己酉順天府鄉試第四十八名舉人，四十四年（1616年）丙辰科三甲六十三名进士，吏部觀政，授知山东掖县，民歌之曰：执法如山，存心若水。列治行高等，未几以病归，寻卒。博学多闻，于书无所不读。著有河源故一编，言河道原委甚悉。

## 家族
曾祖姜隆。祖父姜師吕。父姜璧，都御史。